# Ravno Bučje (Knjaževac)
Pour les articles homonymes, voir Ravno Bučje.
Ravno Bučje (en serbe cyrillique : Равно Бучје) est un village de Serbie situé dans la municipalité de Knjaževac dans le district de Zaječar. Au recensement de 2011, il comptait 13 habitants.

## Démographie
| 1948 | 1953 | 1961 | 1971 | 1981 | 1991 | 2002 | 2011 |
| ---- | ---- | ---- | ---- | ---- | ---- | ---- | ---- |
| 521  | 436  | 349  | 218  | 85   | 40   | 28   | 13   |

|  |